# Karolína Vlčková
Karolína Vlčková (* 17. Oktober 2000) ist eine tschechische Tennisspielerin.

## Karriere
Vlčková begann mit drei Jahren das Tennisspielen und bevorzugt Hartplätze. Sie spielt bislang vor allem Turniere der ITF Women’s World Tennis Tour, wo sie bislang drei Titel im Doppel gewinnen konnte.
2022 erreichte sie beim mit 25.000 US-Dollar dotierten ITF-Turnier in Kottingbrunn mit Partnerin Linda Ševčíková das Finale im Damendoppel, das die Paarung gegen Karolína Kubáňová und Ivana Šebestová mit 4:6 und 0:6 verloren.

## Turniersiege

### Doppel
| Nr. | Datum            | Turnier  | Kategorie | Belag             | Partnerin       | Finalgegnerinnen                         | Ergebnis         |
| --- | ---------------- | -------- | --------- | ----------------- | --------------- | ---------------------------------------- | ---------------- |
| 1.  | 6. November 2021 | Solarino | ITF W15   | Teppich           | Petra Csabi     | Federica Arcidiacono Giulia Crescenzi    | 7:65, 6:1        |
| 2.  | 13. April 2024   | Antalya  | ITF W15   | Sand              | Linda Ševčíková | Anastassija Solotarjowa Rada Solotarjowa | 6:3, 6:3         |
| 3.  | 1. März 2025     | Leimen   | ITF W15   | Hartplatz (Halle) | Nikola Břečková | Stefania Bojica Marie Vogt               | 6:4, 0:6, [10:8] |